# Santa Bárbara (Lourinhã)
Santa Bárbara da Marquiteira is een plaats (freguesia) in de Portugese gemeente Lourinhã en telt 1414 inwoners (2001).